# Franz Carl Guilleaume

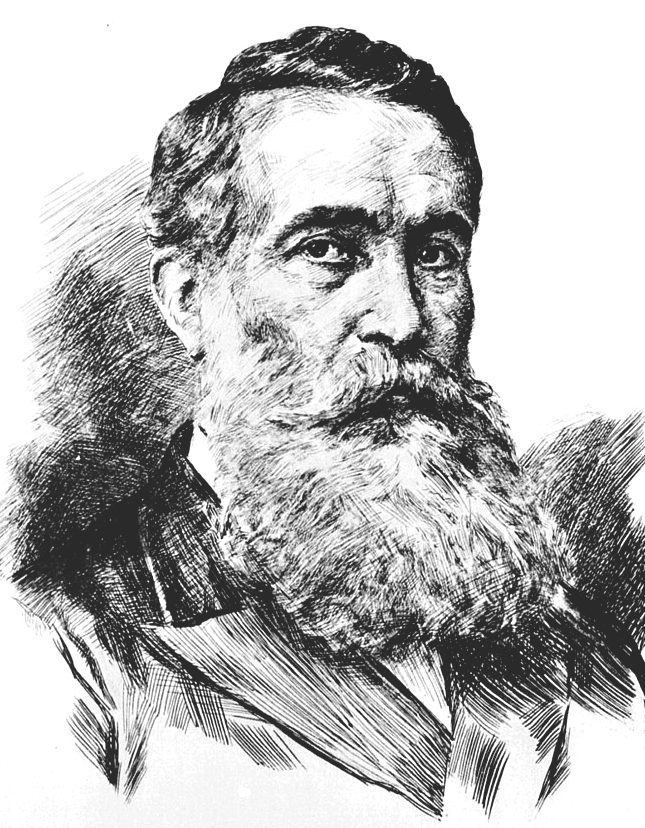
Porträt des Franz Carl Guilleaume

Franz Carl Guilleaume (* 30. Dezember 1834 in Köln; † 1. Dezember 1887 ebenda) war ein deutscher Unternehmer und Gründer des Carlswerks.  Er wird „der Jüngere“ genannt, um ihn von seinem Großvater Franz Karl Guilleaume (1789–1837) zu unterscheiden.

## Leben

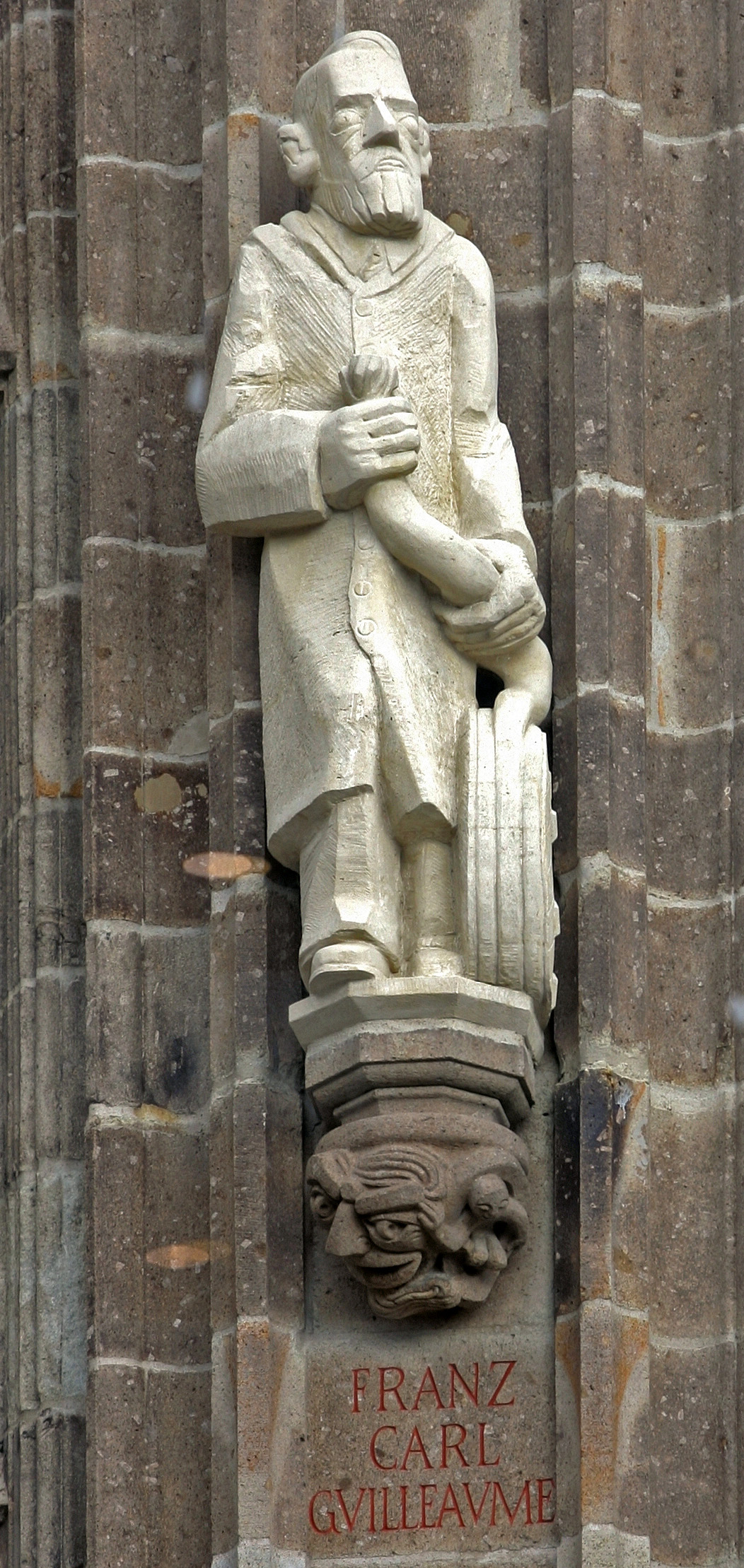
Statue Franz Carl Guilleaumes am Rathausturm Köln

Franz Carl Guilleaume wurde am 30. Dezember 1834 in Köln als Sohn von Theodor Guilleaume (1812–1879) und Wilhelmine Dahmen (1811–1838) geboren. Er besuchte in Köln die höhere Bürgerschule und die Gewerbeschule. Nach einem Studium an der Universität Lüttich lebte er zeitweise in Belgien und England.
Im Jahr 1859 heiratete er Antoinette Gründgens (* 5. November 1837, † 1922). Antoinette war in Aachen geboren als Tochter des Aachener Kaufmanns und Eisengroßhändlers Arnold Gründgens (1794–1875) und Lucia Urlichs.  Sie war eine Tante von Gustaf Gründgens.
Franz Carl und Antoinette hatten drei Söhne und zwei Töchter.

## Wirken
Im Jahr 1860 wurde Franz Carl Guilleaume Teilhaber und 1865 alleiniger Inhaber der Firma Felten & Guilleaume. 1874 gründete er das Carlswerk in Köln-Mülheim als Produktionsstätte für Fahrdrähte, Freileitungsseile aus Kupfer und Aluminium, Leitungsdrähte und Starkstromkabel. Franz Carl Guilleaume baute die Firma Felten & Guilleaume zu einem der größten Unternehmen auf dem Gebiete der Drahtfabrikation aus. Er war maßgeblich verantwortlich für die Einführung von Gußstahldrahtseilen im Bergbau, der Weiterentwicklung des Stacheldrahtes für Gitter und Zäune und der Konstruktion vieladriger Kabel für die Telefonie. Franz Carl Guilleaume gehörte 1881 zu den Gründern des Vereins der Industriellen für den Regierungsbezirk Köln.